# Деллар, Жан-Пьер
Жан-Пьер Деллар (фр. Jean-Pierre Dellard; 1774—1832) — французский военный деятель, бригадный генерал (1813 год), барон (1809 год), участник революционных и наполеоновских войн.

## Биография
Начал службу добровольцем 31 августа 1792 года в свободной роте своего департамента. 1 октября в качестве фурьера переведён в 23-й батальон волонтёров резерва, влившийся в процессе амальгамы сперва в 163-ю боевую полубригаду, затем в 36-ю линейную полубригаду.
В 1792-93 годах служил в Голландской и Северной армиях. Участвовал в оккупации Мон-Сент-Гертруда и во всех делах, которые происходили под Лиллом. В августе 1793 года обратил в бегство сотню австрийцев. 29 сентября был ранен пулей в правую ногу. 18 мая 1794 года взял в плен 400 австрийцев. 22 мая попал в плен в бою при Темплёве, недалеко от Турне.
В ноябре 1795 года получил свободу, и присоединился к своему полку в Самбро-Маасской армии. 19 июня 1796 года стал старшим аджюданом. 19 июня 1797 года был произведён в капитаны, и возглавил призывное депо в Базеле. После этого вернулся в расположение своего полка.
С 1798 по 1799 год сражался в рядах Гельветической армии. Оособо отличился 14-15 августа 1799 года при Инсильдене и при захвате Моста Дьявола. В сражении у Цюрихского озера заставил сложить оружие 2000 австрийцев. 27 августа участвовал в атаке на Мост Юзенах, и занял на следующий день во главе гренадеров своего батальона Насель.
25 сентября 1799 года, в преддверии Цюрихского сражения, генерал Сульт отправил Деллара с отрядом на другую сторону реки Линт. Жан-Пьер, во главе 200 пловцов, вооруженных пиками, саблями и пистолетами, переплыл реку, захватил австрийские редуты и окопы, посеял среди врага страх и сумятицу, и даже смог убить их главнокомандующего Готце прямо в его штабе. Перед тем как совершить этот рейд, он обратился к своему маленькому отряду: «Вы покроете себя славой, неся ужас и смерть во вражеские ряды; вы не должны брать пленных; убивайте всех, кого встретите. Идите вместе, следуйте по моим стопам в тишине. Победить или умереть - вот наш девиз. Я соберу вас на правом берегу свистком».
Эти блестящие действия приносят Деллару звание командира батальона прямо на поле боя, и красивую лошадь, которую генерал Сульт подарил ему. На следующий день, с одним лишь слугой, захватил 80 австрийцев и привёл их в штаб. Затем отличился при взятии крепости Хоэнтвиэль. 3 мая 1800 года, во главе батальона из дивизии генерала Вандама, переправился через Рейн и первым атаковал австрийскую кавалерию на плато у Штокаха. На следующий день более часа выдерживал при Мёсскирхе огонь грозной батареи, размещенной в центре вражеской армии. Действуя в авангарде дивизии Вандама во главе своего батальона, кавалерии и лёгкой артиллерии, отличился при форсировании Леха, в сражениях при Донауверте, Нойбурге и при захвате Имменштадта. Как только он узнал о капитуляции Фельдкирха и прекращении перемирия между генералом Моро и командующим австрийской армией, Деллар присоединился к корпусу генерала Лакомба, который сформировал правое крыло армии, и захватил Обер-Ауэрдорфф, важный пункт в долине Куштайн.
12 ноября 1803 года произведён в майоры, и назначен заместителем командира 46-го полка линейной пехоты. Участвовал в Австрийской кампании 1805 года. В 1806 году был определён в Булонский лагерь. 10 февраля 1807 году повышен до полковника, и возглавил 16-й полк лёгкой пехоты, отличился в сражении при Фридланде. После Тильзитского мира, 16-й лёгкий целый год базировался в Берлине. 18 августа 1808 года полковник Деллар покинул лагерь Митроу и отправился со своим полком в Испанскую армию, куда прибыл 29 октября. 11 ноября 16-й лёгкий разбил левое крыло испанской армии под командованием генерала Блейка. Французы уничтожили или рассеяли 15 000 испанцев, занимавших высоты Эспина-де-лос-Монтерос. Получив пулю в самом начале сражения, он продолжил командовать полком. 22 ноября в Бургосе Наполеон устроил смотр и награждение отличившемуся полку. Император раздал двенадцать наград 16-му лёгкому, после чего повернулся к Деллару и сказал: «Ты ничего не просишь для себя, полковник». «Сир, - ответил последний, - моя награда в том, что Ваше Величество только что наградил храбрецов, которыми я командую». Император назначил его в тот же день офицером Почётного легиона.
Деллар снова отличился при Сомосьерре и при захвате Мадрида, где пуля пробила ему левую руку, когда он штурмовал гвардейские казармы. Восстановив своё здоровье на водах в Ахене, он вновь взял командование своим полком в Толедо. Занимая Эль-Пуэнте-дель-Арсобиспо, он контролировал дороги на Труксильо и Эстеллу, после чего, умело маневрируя, не давал врагам пересечь Тахо. Король Жозеф Бонапарт, оценив действия полковника, подарил ему от своего имени дорогое кольцо.
Участвовал в осаде Кадиса, часто сражаясь с повстанцами и бандитами. Его многочисленные раны и усталость от этой долгой и трудной войны заставили его вернуться во Францию. 9 июля 1810 года получил разрешение отбыть на родину. 23 января 1811 года был назначен комендантом по вооружению в Остенде. С 31 марта 1812 года оставался без служебного назначения, но с началом Русской кампании был призван Императором в ряды Великой Армии и направлен в распоряжение Генерального штаба. По поручению губернатора Смоленской провинции генерала Шарпантье возглавил отряд в 230 пехотинцев, с которым собирал продовольственные запасы в южных уездах Смоленской губернии. 11 ноября был окружён в деревне Клемятино превосходящими силами русских, у которых было до 2000 казаков, лейб-егеря полковника Карла Ивановича Бистрома и 6 орудий, но Деллар отказался сдаться и после ожесточённого сражения вырвался из окружения, добрался до Красного и присоединился к основной армии («Полковник Деллар, разделив свои силы, скомандовал 30 солдатам провести ложную атаку на батареи, и в это время получил удар картечной пулей в левую ногу. Однако сразу же вскочив на лошадь и во главе оставшихся людей прошёл через деревню Клементину, разогнал казаков, охранявших выход, захватил и разрушил мост за деревней и повёл отступление, как задумал. Напрасно казаки его преследовали; ночь и лес покровительствовали ему»).
Вернувшись во Францию, с 20 июля 1813 года был комендантом цитадели Байонны. 8 августа 1813 года был награждён званием бригадного генерала и назначен в состав гарнизона Магдебурга. Как только Деллар прибыл на Рейн, он узнал о назначении губернатором Касселя и главнокомандующим фортов Монтебелло и Сент-Илер, а также форпостов, отвечающих за защиту Майнца. Держал оборону в данном регионе до 9 апреля 1814 года.
При первой Реставрации оставался с 1 сентября 1814 года без служебного назначения, после чего, Людовик XVIII назначил его комендантом валансьена. В 1818 году занимал ту же должность в Шербуре. С 20 августа 1823 года – в Безансоне. В 1831 году командующий департамента Эн.
Автор воспоминаний, изданных в Париже в 1892 году под названием «Memoires militaires». По свидетельству Кастеллана, генерал Деллар был «маленький добряк ростом в четыре фута восемь дюймов (около 151 см)».

## Воинские звания
- Капитан (19 июня 1797 года);
- Командир батальона (26 сентября 1799 года, утверждён 21 октября 1801 года);
- Майор (12 ноября 1803 года);
- Полковник (10 февраля 1807 года);
- Бригадный генерал (8 августа 1813 года).

## Титулы
- Барон Деллар и Империи (фр. baron Dellard et de l'Empire; декрет от 19 марта 1808 года, патент подтверждён 20 августа 1809 года)[1].

## Награды
Легионер ордена Почётного легиона (25 марта 1804 года)
 Офицер ордена Почётного легиона (22 ноября 1808 года)
 Кавалер военного ордена Святого Людовика (11 октября 1814 года)